# Eurocopter EC135
Eurocopter EC135 (nu Airbus Helicopters H135 ) er en tomotoret let utility helikopter produceret af Airbus Helicopters (tidligere kendt som Eurocopter). Den er i stand til at flyve under instrument under flight rules (IFR) og er udstyret med et digitalt automatisk flyvekontrolsystem (AFCS). Den fløj for første gang den 15. februar 1994, tog i brug i 1996, og 1.400 er blevet leveret frem til september 2020 til 300 operatører i 60 lande, hvilket har akkumuleret over 5 millioner flyvetimer. Det bruges hovedsageligt til akutmedicinske helikoptere, virksomhedstransport, retshåndhævelse, offshore vindstøtte og militær flyvetræning. Halvdelen af dem er i Europa og en fjerdedel i Nordamerika. H135M, certificeret under navnet Eurocopter EC635, er en militær variant.